# Психопатологија воље
Психопатологија воље представља способност човека да мобилише и употреби своји психичку енергију у реализацији неког свесно постављеног циља, али и да кочи, одлаже или одбацује неприхватљиве жеље.
Вољни процес можемо поделити у три фазе:
1. Јављање побуде, односно појава мотивације када долази до борбе мотива, размишљања, одмеравања и на крају доношења одлуке.
2. Доживљај одлуке и планирање њене реализације.
3. Извршење одлуке које мобилише различите психичке процесе у вези с тим.[2]

## Физиолошка регулација вољне активности
Њену полазну основу чине апарати чеоних области мозга који, с једне стране, подржавају и регулишу опши тонус мождане коре, а са друге стране обезбеђују, уз садејство унутрашњег говора и аферентације из других церебралних структура, стварање, чување, извршавање и контролу програма вољених активности. Уколико наступе опсежне повреде ових делова централног нервног система, болесник губи способност да формулише намере или моторне задатке, остајући потпуно пасиван у ситуацијама које захтевају његову иницијативу. Вербалне инструкције може да сачува (запамти), али оне не постају фактор који регулише отпочињање вољних покрета. Лезије фронталног кортекса могу да доведу и до немогућности ретенције посебног програма активности и до лаке замене тог програма непосредним и неконтролисаним реакцијама на спољашње стимулусе. Може доћи и до испољавања стереотипа, који потискују осмишљено, сврховито понашање, као и до онемогућавања компарације резултата делатности са полазним моторним задатком, због чега се нема увид у начињене грешке. Потиљачно темене области мозга, у чијем се саставу налазе централни апарати визуелних, вестибуларних и кожно-кинетсетичких анализатора, учествују у анализи основних просторних координата и њиховом чувању као матрице у чијим се границама обавља моторичка активност. При лезији ових структура не нарушава се процес настанка намере, формирање програма акције или његове контроле, али је ипак оштећено извођење покрета у простору. Такви болесници нису у стању да остваре елементарне активности за чије је извођење потребна просторна оријентација, али су им зато очувани покрети који су временски детерминисани. Функција постцентралних области мозга омогућава кинестетичку анализу и синтезу. Лезије ових функционалних система ремети вољну активност услед аферентне парезе или аферентне покретачке атаксије и апраксије. Субкортикални центри стриопалидарног система регулише тобус мишића и адекватно брзо и ритмичко пребацивање од једне моторне инервације на другу. У случају паркинсонизма, који је последица њиховог оштећења, најгрубље је нарушена моторика, па тако и извођење финих вољних радњи. Премоторни кортекс представља најважнији апарат за организовање серија покрета, због чега лезија ових делова доводи до распада серијских организованих, сукцесивних активности. Предњи делови жуљевитог тела (corupus callosum) остварују координисану активност обеју руку, па је њихова интактност услов да се радње попут пливања, гимнастичких покрета, дириговања, куцања обема рукама и слично адекватно обављају. Озледе наведених структура остављају координисане покрете сваке одвојене руке очуваним, али зато онемогућавају ритмичко извршавање финијих узајамно координисаних делатности обеју руку.
У неким физиолошким околностима, као што су: стања напетости, замор, уплив извесних емоција, сањивост и остало, интензитет вољне делатности може бити умањен, што се онда манифестује безвољношћу и неодлучношћу. Сличан ефекат има и уношење алкохола и других психоактивних супстанци.
Алтерације воље које још немају психопатолошки карактер могу бити: сугестибилност и хипноза. Неке особе су подложније сугестији од других, а сугестибилност се иначе често среће и код мале деце, младих, старих и онемоћалих особа, у стањима болести, ванредним околностима и сл. Хипнозу би могли одредити као вештачки створено стање, слично сну, у току којег се неке психичке функције, услед сужавања свести на уско поље, битно смањују или искључују.

## Поремећаје вољне активности можемо поделити на:

### Пролазна слабост воље
Пролазна слабост воље настаје обично као привремено, секундарно опадање вољног тонуса, у вези са паралелним неповољним ефектом других чинилаца (психичка или физичка исцрпљеност, физичко обољење и сл.). Исказује се као незаинтересованост, неодлучност или појачана сугестибилност. Форензичко вештачење овог поремећаја се појављује углавном у грађанско правним споровима, приликом оспоравања потписа неких правних аката (тестамент, уговор и сл.)

### Абулија
Абулија представља озбиљну редукцију вољне активности, понекад подразумева и потпуно одсуство вољног деловања. Карактеристично је за схизофрене болеснике, депресивних болесника и соматских болесника. Абулија се манифестује слабошћу и успореношћу воље при преласку са замисли, идеје или жеље на чин, док су логична и свесна идеација очуване. Абулична особа може бити практично прикована за кревет, а њен живот се своди на елементарно вегетирање без смисла који карактерише психички здраву особу. Понекад се запажа незаинтересованост чак и за основне физиолошке активности.

### Хипобулија
Хипобулија представља делимично ослабљену вољну активност, праћена је и другим психичким поремећајима, редукцијом психомоторике, снижењем расположења. Када је екстремно изражена говоримо о абулији.
Снижење воље јавља се код неких поремећаја личности, затим код депресије, код неурастеније, схизофреније, стања екстремне физичке исцрпљености, те код неуротских сметњи. Особе са смањеном вољом су сугестибилне и поводљиве.

### Патолошка сугестибилност
Патолошка сугестибилност карактерише некритичко прихватање ставова, препорука или захтева других особа. Тиме се отвара могућност злоупотребе личности (нежељена сексуална активност, завођење на криминалне радње и сл.). Појачана сугестибилност се виђа у развојном добу, апстиненцијалној кризи, у стањима посебне емоционалне ангажованости, емоционалне нестабилности, психофизиолошког исцрпљења, код олигофрених и хистеричних личности. Најтежи облик сугестибилности аутоматска послушност (доцилност) се запажа код хебефрене и кататоне форме схизофреније. У овом случају особе се понашају као роботи који извршавају наређења својих господара (бизарне и апсурдне радње), без икаквог отпора и размишљања.

### Амбитенденција
Амбитенденција или колебљивост воље, представља дуализам вољне усмерености, тако да у личности постоје упоредо различити, најчешће супротни мотиви, тако да се супротности поништавају, што кочи вољну активност. При оваквом поремећају конкретна акција некад веома дуго изостаје, или постоји потпуна неспособност деловања у случају постојања алтернативних могућности. Запажа се код неуротичних, психотичних, а понекад и код нормалних људи.

### Негативизам
Негативизам може бити двојак. Пасивни када субјект одбија да изврши неки налог, или активни негативизам. У таквим случајевима пацијент врши супротну радњу, од њему наложене. У израженој форми је део схизофрене симптоматологије, али може бити и потпуно нормалан феномен, који нема никакве везе са психопатологијом (запажа се код деце, адолесцената, код особа које негативистичким држањем бране своје ставове и уверења, штрајкачи, протестанти и сл.). Негде на средини пута између нормалног или патолошког негативизма стоји непослушност и тврдоглавост младих особа, који бурније пролазе кроз периоде адолесцентног сазревања.

### Ехолалија
Ехолалија представља бесмислено понављање речи које пацијент чује од других особа, а ехопраксија представља имитирање туђих покрета и радњи. Оба вида испољавања патологије воље, се убрајају у аутоматско покоравање (послушност), својеврсно схизофренији, и особама са органском можданом лезијом.

### Кататони поремећај
Кататони поремећај или стереотипија дражења и покрета препознаје се по томе што особа заузима увек исти положај и чини покрет на стереотипан начин. Они су последица ограничења или одсуства вољне контроле психомоторног понашања. Посебан судско медицински значај имају:

#### Кататони ступор
Кататони ступор представља стање потпуне психомоторне непокретности. То је стање у коме се болесник дуго, некад и сатима, одржава у истом, често непријатном положају. Нпр. особа седи у кревету у положају као да је наслоњена на јастук, с тим што јастука нема. Просечна особа би уз видно напрезање успела да одржи овај положај неколико минута, док кататони пацијент остаје непомичан изразито дужи временски период (закон гравитације се често занемарује). На провокације по правилу особа не реагује, а мишићна напетост је веома изражена. Иако посматрач има утисак да је психички живот пацијента у оваквом стању готово скроз ишчезнуо, континуирани ток свести ипак постоји. Што указује да субјект региструје дешавања у његовом окружењу. Овај феномен који је карактеристичан за схизофренију треба дијагностички диференцирати од депресивног, психоорганског или хистеричног ступора.

#### Кататона помама
Кататона помама представља стање израженог психомоторног немира, узбуђености, беса и неконтролисане агресивности. У овом случају су могући суицидни и хомоцидни поступци. Кататона помама се у тренутку може надовезати на кататони ступор, а указивањем пацијенту на неадекватност његовог понашања ништа се не мења. У пракси су бележени случајеви у којим оболели од кататоне помаме ударају главом у зид, од смрскавања своје лобање, гурање главе у врелу пећ, пресецање гркљана, кидање ушних дупљи и сл. Карактеристично је за оболеле од схизофреније.

### Маниризам и бизарност
Маниризам и бизарност представљају неприродне, чудне и извештачене начине изражавања и држања. Убрајамо их у кататоне манифестације схизофреног обољења. У знатно блажем облику се могу уочити код хистеричних личности и тада говоримо о пренемагању, глуматању, афектацији. Феминизована манированост се понекад виђа и код мушких хомосексуалаца, а маскулина је део понашајног репертоара женских трансвестита.

### Импулсивне радње
Импулсивне радње или „реакције кратког споја” су непромишљене радње, којим претходи напетост, унутрашњи немир и неодољива потреба за извршење саме радње, уз очувану свест. Реч је о изненадним, унутрашњим подстицајима који су без интелектуалне и вољне обраде и емоционалне подршке. После извршења импулсивног поступка долази до доживљаја олакшања, а понекад и до задовољства. Јавља се код плаховитих, необузданих особа, психопата (гашење цигарета по кожи сопствене руке, лица, физичко насиље према другима провоцирано безначајним поводом и слично), епилептичара и схизофреника.

#### Облици импулсивних могу бити:

##### Клептоманија
Клептоманија представља крађу ситнијих предмета, без обзира на њихову вредност, показује да очигледно није у питању свесна тежња за стицање материјалних вредности.

##### Пироманија
Пироманија представља неодољиви подстицај за паљење предмета или објеката.

##### Пориоманија
Пориоманија представља неодољиви импулс за путовањем, без јасног циља.

### Воштана савитљивост
Воштана савитљивост (flexibilitas cerea) је измењено стање мишићне напетости које омогућава да пацијент постави и одржи делове тела у неприродном, антигравитационом положају, који се назива каталепсија (може бити индуковано у хипнотичком трансу, или је психопатолошки феномен). У случају кататоне схизофреније (која је у типичној форми данас практично нестала) било је могуће видети болесника како лежи на подлози без јастука подигнуте главе ("психички јастук").

### Присилне (компулсивне радње)
Присилне радње су понављани, обично бесмислени или непотребни поступци (бројање, проверавање, прање и сл.) који се субјекту намећу против његове жеље, али који као такви морају бити извршени да би наступило привремено олакшање (редукција анксиозности). Међутим, убрзо, стање напетости поново настаје и после извршења присилне радње, што условљава понављање исте, понекад унедоглед. У мањем обиму феномен може постојати и код нормалних, али се чешће виђа код присилних неуротичара (опсесивно-компулсивни поремећај).

## Психопатологија воље и кривично право
Дефинисање воље као „способности избора између различитих објективних могућности деловања, укључујући и кочење унутрашњих подстицаја...” указује на „одговорност” ове психичке функције за управљање поступцима одређене особе. Оштећење воље, у кривично-правном поступку, урачунљивост (други део њене правне дефиниције је "...могућност управљања својим поступцима tempore criminis) доводи у питање. Воља је један од централних феномена субјективних околности у оквиру правног поступка.
С обзиром да је и код душевних болесника могуће утврдити постојање извесног степена воље, само постојање душевног обољења не дефинише апсолутно однос починиоца према делу, нити искључује виност, већ обавезује вештака на строго индивидуалну процену целокупне личности ни њеног односа према одређеном делу.
У филозофско-психијатријским расправама крајем 19. века и почетком следећег, често је a priori оспоравано постојање слободне воље, јер је она „одређена” конституционалним чиниоцима и актуелним условима окружења (детерминизам). Савремена форензичко-психијатријска пракса ипак, се у великој мери заснива на процени постојања или одсуства „слободне воље”.
Стања појачане сугестибилности могу бити оквир вршења кривичних дела, али искључење урачунљивости таквих извршилаца је дискутабилно, односно оспорава се.
Импулсивне радње и кататони поремећаји, по истом основу, могу бити разлог за вештачење битно смањене урачунљивости или потпуне неурачунљивости.

## Психопатологија воље и грађанско право
Ако је реч о грађанско правним поступцима (тестамент, уговор о доживотном издржавању и сл.) јасно је да пословна способност почива на условима очуване вољне делатности. У том смислу хипобулија, абулија или наглашена сугестибилност, зависно од осталих пратећих околности, могу бити основа за ограничење пословне способности или њено одузимање.